# لويس أرماندو روش
لويس أرماندو روش (بالإسبانية: Luis Armando Roche) هو مخرج فنزويلي، ولد في 21 نوفمبر 1938 في كاراكاس في فنزويلا.

## وصلات خارجية
- لويس أرماندو روش على موقع IMDb (الإنجليزية)
- لويس أرماندو روش على موقع ألو سيني (الفرنسية)
- لويس أرماندو روش على موقع أول موفي (الإنجليزية)
- لويس أرماندو روش على موقع قاعدة بيانات الأفلام السويدية (السويدية)
- لويس أرماندو روش على موقع كينوبويسك (الروسية)